# Mikoyan-Gurevich MiG-105
Mikoyan-Gurevich MiG-105 ("Spiral - Đường xoắn ốc") là một chương trình Xô Viết để chế tạo một tàu vũ trụ trên quỹ đạo. Nó là câu trả lời của người Liên Xô đối với dự án tàu vũ trụ X-20 Dyna-Soar của người Mỹ và có thể nó đã có ảnh hưởng đến chương trình nâng cao thân máy bay của Trung tâm nghiên cứu bay Dryden thuộc NASA. Nó có tên Nga là "Lapot" (tiếng Nga: лапоть), hay giày sợi do hình dáng phần mũi của nó.

## Phát triển
Cũng được biết đến như Máy bay thí nghiệm chở khách lên quỹ đạo, công việc về dự án này cuối cùng được bắt đầu trong năm 1965, 2 năm sau sau khi dự án X-20 Dyna-Soar bị hủy bỏ. Dự án này bị tạm dừng vào năm 1969, và được phục hồi lại vào năm 1974 như một lời đáp lại đối với chương trình tàu con thoi của Mỹ.
Phương tiện thử nghiệm chuyến bay thử nghiệm dưới tốc độ siêu âm đầu tiên của nó vào năm 1976, nó cất cánh tại một căn cứ cũ gần Moskva, nó được điều khiển bởi phi công A. G. Festovets tới từ trung tâm thử nghiệm bay Zhukovsky, nó bay lên với khoảng cách 19 dặm.
Chuyến bay thử, tổng cộng là 8 giờ tất cả, các chuyến bay tiếp tục rời rạc cho đến năm 1978. Chưa bao giờ nó được bay vào không gian, cuối cùng dự án này đã bị hủy bỏ khi người ta quyết định thay vào đó là chương trình Buran.
Tàu Spiral vẫn còn tồn tại và được trưng bày ở ngoài trời tại bảo tàng không quân Monino ở Nga. Xem hình ảnh Spiral tại Monino Lưu trữ ngày 14 tháng 5 năm 2011 tại Wayback Machine.

## Sự khác nhau giữa Dyna-Soar và Spiral
Mặc dù có cùng sứ mệnh như nhau, nhưng X-20 Dyna-Soar và Spiral về cơ bản có những điểm khác nhau, ví dụ:
- Trong khí X-20 Dyna-Soar được thiết kế để phóng trên đỉnh một tên lửa đẩy theo quy ước giống như Titan III hay Saturn I, những kỹ sư Liên Xô đã lựa chọn một giải pháp mạo hiểm để phóng Spiral. Giống như lựa chọn "50/50", ý tưởng là dùng một tàu mẹ sử dụng nhiên liệu lỏng để phóng Spiral từ độ cao lớn từ trên lưng của tàu mẹ, nó sẽ được chở trên lưng của tàu mẹ với tốc độ âm thanh. Ý tưởng tương tự được sử dụng tại Mỹ trong việc phóng D-21 Tagboard một loại máy bay do thám không người lái từ trên lưng của một chiếc A-12 OXCART. Tàu mẹ được chế tạo bởi cục thiết kế Tupolev (OKB-156) và được ứng dụng nhiều công nghệ được phát triển cho máy bay chở khách siêu âm Tupolev Tu-144 (một loại máy bay tương tự với Concorde) và máy bay ném bom vận tốc Mach 3 Sukhoi T-4 (nó có một vài chi tiết giống với XB-70 Valkyrie). Thật sự thì chiếc tàu mẹ này chưa bao giờ ra khỏi bản vẽ thiết kế. Người Mỹ đã công khai một thiết kế tương tự vào những năm 1990 dưới một kế hoạch tuyệt mật dự án tàu vũ trụ Sao đen.
- Dyna-Soar được thiết kế với cánh tam giác cố định, trong khi Spiral được thiết kế đổi mới với cánh có thể thay đổi được hình dạng. Trong thời gian phóng và quay trở lại Trái Đất, những chiếc cánh được xếp sát vào thân tạo góc 60°, đóng vai trò một bộ thăng bằng thẳng đứng. Sau khi bay vào quỹ đạo với tốc độ dưới tốc độ siêu âm, phi công kích hoạt bộ cơ cấu truyền động kích điện hạ cánh xuống trong tư thế nằm thẳng, giữ cho tàu bay tốt hơn.
- Spiral được chế tạo cho phép khả năng hạ cánh và cất cánh trong trường hợp thiết đường băng đủ dài. Một đầu lấy không khí vào cho động cơ phản lực đơn Koliesov được đặt ở dưới trung tâm thăng bằng thẳng đứng. Nó được bảo vệ trong thời gian phóng và quay trở về bởi một cửa kẹp điện áp, nó được mở ra ở tốc độ dưới tốc độ siêu âm. Khi so sánh, Dyna-Soar được thiết kế chủ yếu cho một lần sử dụng, nó không được gắn thiết bị hạ cánh, mặc dù một số tài liệu nào đó tuyên bố nó có tên lửa cứu hộ nhiên liệu rắn có thể được dùng cho hạ cánh nếu cần thiết (động cơ thứ 3 dựa vào mẫu tên lửa liên lục địa LGM-30 Minuteman).
- Spiral được thiết kế như một máy bay có thể tự nâng lên được, trong khi Dyna-Soar được thiết kế giống như một máy bay truyền thống.
- Kim loại chịu được nhiệt độ cao như niobi, molybden, wolfram và reni 41 đã được sử dụng để chế tạo vật liệu cách nhiệt trong thân tàu của X-20 Dyna-Soar. Spiral được bảo vệ bởi một thứ được các kỹ sư Liên Xô gọi là "tấm áo giáp vảy": được ghép từ các tấm thép đặc biệt, chúng được gắn với nhau bởi các khớp nối làm từ gốm chịu được nhiệt trong khi bay trong bầu khí quyển. Một vài Tên lửa quỹ đạo không người lái đã được chế tạo dựa trên cấu tạo này và đã được phóng lên để thử nghiệm cho tấm áo giáp này.
- Nếu tên lửa đẩy bị nổ hay trong trường hợp khẩn cấp khi bay, khoang của phi hành đoàn được cách ly khỏi phần còn lại của Spiral, các khoang có cấu tạo tách rời, nên khoang lái chứa các phi công sẽ được phóng trở lại Trái Đất với một hệ thống đáp bằng dù; điều này chợt nảy ra trong các chuyến bay. Một hệ thống thoát hiểm tương tự như vậy cũng được xem xét cho Dyna-Soar, nhưng các kỹ sư Mỹ cuối cùng chọn lựa một tên lửa thoát hiểm dùng nhiên liệu rắn để cứu thoát cho phi công và tàu con thoi.
- Ngày nay tương tự như các phi thuyền con thoi, Dyna-Soar được thiết kế với khoang trọng tải nhỏ ở phía sau để điều áp cho module phi công. Cái này cũng được sử dụng trên các vệ tinh nhỏ, mang theo thiết bị giám sát, vũ khí hay thậm chí một nhóm công tác trong buồng lái. Spiral, mặt khác, khi xuất hiện chỉ có ý định mang phi công. Có lẽ, điều này vì thêm được không gian mà có thể giữ được một trọng tải tối đa cần cho động cơ Koliesov và nhiên liệu dùng cho nó.
- Cả Dyna-Soar và Spiral được thiết kế hạ cánh trên đường băng bằng các bộ má phanh. Việc hạ cánh trên Dyna-Soar được thiết kế triển khai từ những cánh cửa phía dưới thân, như một máy bay truyền thống. Các kỹ sư Liên Xô, có lẽ quan tâm đến cả sự toàn vẹn của các tâm cách nhiệt, đã thiết kế những má phanh hạ cánh trên Spiral được triển khai từ một cửa trên cạnh thân tàu chỉ ở trên và phía trước cánh. Sự sắp đặt khác thường này tạo ra một sự hạ cánh ít va chạm nhất.

## Phi công
Một khóa đào tạo các nhà du hành vũ trụ cho các phi công bay trên phi thuyền được hình thành vào đầu những năm 1960. Nó đã đi qua nhiều sự thay đổi và dần dần bị giải tán.
- Gherman Titov, người thứ hai của Liên Xô bay vào vũ trụ (xem nhiệm vụ Vostok 2), đã trở thành một thành viên của khóa huấn luyện này.
- Phi công A. G. Festovets đã lái phi thuyền trong phần lớn thời gian thử nghiệm trong bầu khí quyển.

## Bão to

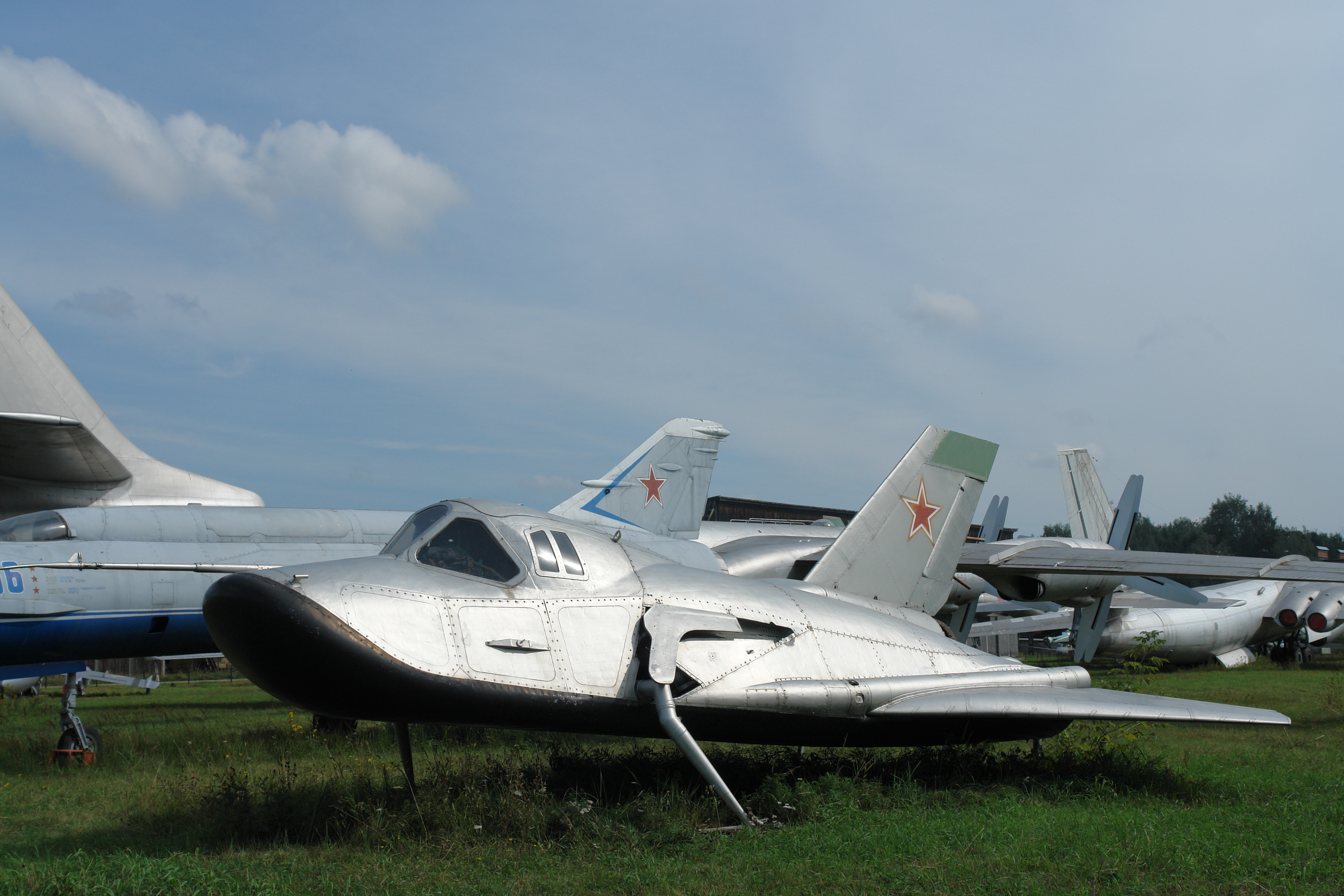
Spiral ở bảo tàng không quân Monino

Dù cho Spiral chưa bao giờ làm cho mình trở thành một phi thuyền nổi tiếng, nó được đồn đại rằng thiết kế được dùng lại và bổ sung để chế tạo một tàu không gian đánh chặn được biết đến như "Bão to" vào những năm 1980. Chiếc máy bay này đã được phóng bởi tên lửa Zenit được chế tạo ở Ukraina và nó có ý định được dùng để đánh chặn và phá hoại (nếu cần thiết) các phi thuyền không gian quân sự được phóng từ căn cứ không quân Vandenberg. Nó được vũ trang gồm các tên lửa chống phi thuyền.
Liệu có phải chiếc phi thuyền này đã bao giờ bay trong không gian, hoặc như vậy thì, bao nhiêu thời gian, điều đó không được biết. Cái gì được biết, đó là 2 nhóm nhà du hành vũ trụ của không quân Liên Xô, gồm 6 người trong nhóm đầu tiên và ít nhất là 3 ở nhóm thứ 2, đã được chọn và huấn luyện để làm phi công của loại phi thuyền này. Khả năng mà những tàu con thoi có thể đánh chặn và bắn hạ các mục tiêu là nguyên nhân gây náo động trong bộ quốc phòng Hoa Kỳ tại thời điểm đó.
Sau sự cố thảm họa tàu con thoi Challenger đã thúc đẩy NASA và Ủy ban phát triển tới sự hủy bỏ mọi cuộc phóng tàu từ Vandenberg, nó được nói rằng Liên Xô không có những nhu cầu xa hơn nữa về máy bay và kết thúc chương trình Bão to.
Ngày nay, những viên chức Nga tiếp tục từ chối khéo léo việc tồn tại của chiếc máy bay và một số tin tưởng rằng đó là mọi phần trong một kế hoạch đánh lạc hướng đối phương của Liên Xô, để quân đội Mỹ sợ hãi trong ý nghĩ thứ 2 về tàu con thoi.

## BOR
Nhiều tàu vũ trụ khác được sử dụng trong thiết kế Spiral đã trở thành những loạt BOR. Những mô hình này được giữ gìn trong những bảo tàng vũ trụ trên khắp thế giới.
| Hình ảnh | Số thứ tự | Thời gian phát triển | Sử dụng                                                                                             | Tình trạng hiện nay                               |
| -------- | --------- | -------------------- | --------------------------------------------------------------------------------------------------- | ------------------------------------------------- |
|          | BOR-2     |                      | Một mô hình theo tỷ lệ thu nhỏ của Spiral                                                           | Tổ hợp khoa học sản xuất Molniya-Tia chớp, Moskva |
|          | BOR-4     | 1982-1984            | Một mô hình theo tỷ lệ thu nhỏ của Spiral. Dữ liệu được sử dụng trong dự án Bão tuyết. 5 lần phóng. | Tổ hợp khoa học sản xuất Molniya, Moscow          |
|          | BOR-6     |                      | Một mô hình theo tỷ lệ thu nhỏ của Spiral                                                           | Tổ hợp khoa học sản xuất Molniya, Moscow          |

## Đặc điểm kỹ thuật (MiG-105)
- Chiều dài: 8.5 m
- Sải cánh: 7.4m
- Chiều cao: 2.8 m
- Trọng lượng rỗng: 4.220 kg
- Trọng lượng tải: 500 kg
- Động cơ: Koliesov RD 36-35-K lực đẩy 2.350 Kgf

## Nội dung liên quan

### Máy bay có tính năng tương tự
- X-20 Dyna-Soar
- X-24
- X-38 CRV

### Danh sách tiếp theo
MiG-27 -
MiG-29 -
MiG-31 -
MiG-33 -
MiG-35 -
MiG-105 -
MiG-110